# ブラック–カラシンスキー・モデル
ブラック–カラシンスキー・モデル（英: Black–Karasinski model）とは、数理ファイナンスにおける利子率の期間構造を表す数理モデルである。ブラック–カラシンスキー・モデルは単一のランダム性のソースにより利子率の変動が記述されるため1ファクターモデルである。さらに、ブラック–カラシンスキー・モデルは無裁定モデルのクラスに属する。つまり、ゼロクーポン債の現在価格にフィットさせることができ、最も一般的な形では、キャップ、フロアー、ヨーロピアンスワップションの現在価格にもフィットさせることが出来る。ブラック–カラシンスキー・モデルはフィッシャー・ブラックとピョートル・カラシンスキーにより1991年に提案された。

## モデル
ブラック–カラシンスキー・モデルにおける状態変数はショートレートである。このショートレートは（リスク中立測度の下で）以下の確率微分方程式に従うとされる。
{\displaystyle d\ln(r)=[\theta _{t}-\phi _{t}\ln(r)]\,dt+\sigma _{t}\,dW_{t}}
ここで dWt は標準ブラウン運動である。ブラック–カラシンスキー・モデルはショートレートが対数正規分布に従うことを意図しており、ゆえにマネーマーケットアカウントの期待値は全ての満期で発散する。
フィッシャー・ブラックとピョートル・カラシンスキーの元々の論文では、ブラック–カラシンスキー・モデルは二項価格評価モデルを用いて実装されていた。しかし、実践上は三項格子による実装が一般的であり、特にハル–ホワイト格子の対数正規分布に対する応用版が用いられている。

## 応用
現在の利子率の期間構造やキャップ、フロアー、ヨーロピアンスワップションの価格もしくはインプライド・ボラティリティに対しブラック–カラシンスキー・モデルのパラメーターがキャリブレートされたならば、ブラック–カラシンスキ・モデルをアメリカン債券オプションやバミューダ債券オプション、スワップションなどのエキゾチックな金利デリバティブに用いることが可能である。数値解法（通常ツリー）はプライシングと同様に各キャリブレーションのステージにおいて用いられている。